# Ministère de l'Éducation et de la Recherche
 (avril 2022).
Si vous disposez d'ouvrages ou d'articles de référence ou si vous connaissez des sites web de qualité traitant du thème abordé ici, merci de compléter l'article en donnant les références utiles à sa vérifiabilité et en les liant à la section « Notes et références ».
Le ministère de l'Éducation et de la Recherche est un ministère estonien chargé de l'enseignement et de la recherche au niveau national.
Depuis le 1er juillet 2001, le ministère est situé au 18, rue Munga à Tartu contrairement aux autres ministères estoniens situés à Tallinn.

## Mission
La mission du ministère comprend la politique nationale en matière d'éducation, de recherche, d'archives, de jeunesse et linguistique et, en relation avec celle-ci, l’enseignement primaire, l’enseignement secondaire générale, l’enseignement secondaire professionnel, l’enseignement supérieur, et la formation des d'adultes, la recherche et développement, l'archivage, le travail des jeunes et le travail spécial des jeunes, organisation des domaines de la politique linguistique et la rédaction d’une législation pertinente.